# تسیتسیلیا بروتیان
تسیتسیلیا گئورگی بروتیان (ارمنی: Ցիցիլիա Գևորգի Բրուտյան؛ زاده ۲۴ سپتامبر ۱۹۲۰ - درگذشته ۲۱ مارس ۲۰۰۰) موسیقی‌شناس و آموزگار موسیقی اهل ارمنستان بود.

## زندگی‌نامه
وی در ۲۴ سپتامبر ۱۹۲۰ در تفلیس در به دنیا آمد و از کنسرواتوار دولتی کومیتاس ایروان (۱۹۴۲) و کنسرواتوار دولتی چایکوفسکی مسکو (۱۹۵۱) فارغ‌التحصیل گشت. وی همچنین برنده جوایزی همچون چهره هنری شایسته ارمنستان شوروی شد. وی در ۲۱ مارس ۲۰۰۰ در سن ۷۹ سالگی در ایروان درگذشت و در آرامستان مرکزی ایروان (توخماخ) به خاک سپرده شد.